# Samuel Câmara
Samuel Câmara (Cruzeiro do Sul, 31 de outubro de 1957) é um pastor pentecostal e televangelista brasileiro, oitavo presidente da Igreja Assembleia de Deus em Belém do Pará, fundador e primeiro presidente da Convenção da Assembleia de Deus no Brasil, e Presidente Nacional da Rede Boas Novas.

## Biografia
Filho do pastor Severo e Terezinha Câmara, Samuel iniciou seu ministério nas Assembleias de Deus no Brasil bem jovem. Aos 14 anos, dirigiu uma congregação em Manaus, designado pelo Pastor Alcebíades Pereira Vasconcelos. Em 1974, aos 16 anos, ingressou no Instituto Bíblico das Assembleias de Deus em Pindamonhangaba, onde cursou Teologia. Também licenciou-se depois em Filosofia, Pedagogia, e Direito.
Em 1979, retornou a Manaus, como evangelista, e atuou no grupo de jovens, Escola Dominical, banda de música e coral da igreja. Em 1980, foi ordenado ao ministério pastoral pelo Pastor Alcebíades Pereira Vasconcelos, tornando-se pastor-auxiliar da Assembleia de Deus em Manaus. Foi designado para o campo de Puraquequara e nesse mesmo ano, Câmara fundou o Instituto Bíblico da Assembleia de Deus no Amazonas (Ibadam).
Em 11 de julho de 1981, casou-se com a Pastora Rebekah Joyce Lemos Câmara, que conhecera no seminário. São pais de três filhos: Pr. Philipe João, Pr. André Samuel e Teresa Rachel.
É presidente de honra da Ceadam, presidida por seu irmão, Pastor Jônatas Câmara. Foi vice-presidente da Sociedade Bíblica do Brasil. Desde 2000, é colunista do jornal O Liberal, um dos principais veículos de comunicação do Norte do Brasil. Apresenta o programa Voz da Assembleia de Deus, na Boas Novas.

## Liderança na Assembleia de Deus
Em 1984, Pr. Samuel Câmara foi eleito vice-presidente da Assembleia de Deus em Manaus e da Convenção Estadual das Assembleias de Deus no Amazonas (Ceadam). Em 30 de maio de 1988, sucedeu ao Pr. Alcebíades nessas funções, após a morte daquele. Em sua presidência, Pastor Samuel pilotou um hidroavião, adquirido pela igreja, realizando visitas periódicas aos campos do interior do estado. Também construiu o complexo do Auditório Canaã e dirigiu o Projeto Deus Salve o Amazonas, com apoio de igrejas de todo o país.
Conduziu a igreja no desenvolvimento de uma rede de comunicação evangélica, ao comprar a Rede Brasil Norte, que foi transformada na Rede Boas Novas. Hoje, a rede conta com estações de rádio, de televisão e canais de satélite.
Samuel Câmara assumiu a presidência da Assembleia de Deus em Belém do Pará, em cerimônia realizada no Templo Central, no dia 27 de janeiro de 1997, substituindo o pastor Firmino Anunciação Gouveia. Naquele momento, a igreja-mãe das Assembleias de Deus no Brasil tinha 50 mil membros, uma emissora de rádio e 173 templos na capital. Iniciou a Maratona Missionária, visitando todos os templos além dos países em que a igreja mantinha missionários, atraindo a atenção dos fiéis da igreja e da cidade.
Em 2006, os pastores Samuel e Firmino Gouveia fundaram a Convenção da Igreja-mãe das Assembleias de Deus em Belém (Cimadb), agora Convenção Centenária da Igreja-mãe das Assembleias de Deus no Brasil.
Em outubro de 2009, Pastor Samuel Câmara foi empossado na presidência da Assembleia de Deus de São José dos Campos, com 471 pastores, 158 templos, outras igrejas em municípios de São Paulo, Minas Gerais e missionários em quatro países. Seu filho Philipe Câmara assumiu a direção da igreja. Atualmente, Pr. Philipe lidera o Templo Central em Belém, enquanto Pr. André Câmara lidera a igreja em São José dos Campos.[carece de fontes?]
Em 2011, liderou as celebrações do Centenário das Assembleias de Deus, reunindo mais de 100 mil pessoas no Estádio Olímpico do Pará. Fundou o Museu Nacional da Assembleia de Deus, construiu e inaugurou o Centenário Centro de Convenções com capacidade para 22 mil pessoas. A igreja passou a 140 mil membros na capital e 540 templos.

## Convenção Nacional
Em março de 2005, Câmara foi eleito 1º vice-presidente da Convenção Geral das Assembleias de Deus no Brasil. Em 2007 e em 2009 foi candidato a presidente da CGADB.
Foi novamente derrotado por José Wellington Bezerra da Costa em 2013, que obteve 9.003 votos contra 7.407 de Câmara. O resultado da eleição de 2013, foi questionado na justiça, e em consequência, a CGADB foi multada em R$ 9 milhões de reais, porque não demonstrou em juízo os comprovantes de pagamentos de inscrições dos ministros que votaram. Após acordo entre Câmara e o pastor José Wellington Bezerra da Costa, a ação judicial foi retirada e assumido o compromisso de que na próxima eleição, Câmara teria acesso a todo o processo eleitoral da entidade, o que não veio a acontecer.
Em 2017, após várias demandas judiciais, envolvendo supostas inscrições de pastores desligados e até mortos, a CGADB anunciou a vitória do pastor José Wellington Costa Junior como novo presidente, obtendo 14.675 votos, contra 8.145 votos de Samuel Câmara. No dia da eleição, Câmara afirmou que foi impedido de ter acesso ao local da apuração.
Em 6 de novembro de 2017, Samuel Câmara oficializou seu desligamento da CGADB, e anunciou que ia fundar um novo movimento em favor da Assembleia de Deus.[carece de fontes?] Cerca de 25 mil pastores também deixariam a CGADB e seguiriam Câmara.
Em 2 de dezembro, no Templo Central da AD em Belém, Câmara e milhares de pastores inauguraram a Convenção da Assembleia de Deus no Brasil (CADB). Suas primeiras medidas como presidente da nova organização foi anunciar a compra da sede da CADB em São Cristóvão, no Rio de Janeiro, no mesmo prédio onde foi fundada a primeira igreja Assembleia de Deus do estado, e que mulheres poderão se filiar à convenção e até ser ordenadas pastoras.
Pastor Samuel Câmara permanece como presidente do Conselho Geral da CADB.

## Política
Samuel é irmão do Deputado federal Silas Câmara, presidente da Bancada evangélica. Com o irmão e vários outros líderes evangélicos, Pastor Samuel apoiou o Governo Jair Bolsonaro e se encontrou com o presidente.

## Livros
- 1999: Administração Eclesiástica (CPAD)[23]
- 2002: Bíblia e Jornal: comunicando o plano de Deus através da mídia (CPAD)[24]

## Honrarias
- 1988: Diploma de Colaborador Emérito do Exército, pelo Comandante Militar da Amazônia, General Mário Orlando Ribeiro Sampaio;[7]
- 1998: Medalha de Honra ao Mérito Legislativo, da Assembleia Legislativa do Pará; Cidadão de Belém (Pará);[7]
- 1999: Medalha de Honra ao Mérito “Francisco Caldeira de Castelo Branco”, da Prefeitura Municipal de Belém;[7]
- 2012: Insígnias da Ordem Mérito Jus et Labor, do Tribunal Regional do Trabalho da 8ª Região;[7]
- 2013: Cidadão do Rio de Janeiro;[7][25]
- 2014: Cidadão Paulistano;[26]
- 2018: Cidadão Maranhense;[27] Cidadão de Uberlândia;[28]
- 2019: Medalha Tiradentes, da Assembleia Legislativa do Estado do Rio de Janeiro;[11] Medalha do Mérito Legislativo, da Câmara dos Deputados.[29]